# Nina Ohlandt
Nina Ohlandt (* 25. August 1952 in Wuppertal; † 23. Dezember 2020) war eine deutsche Autorin.

## Leben
Nina Ohlandt wurde in Wuppertal geboren und wuchs in Karlsruhe auf. Sie machte in Paris eine Ausbildung zur Sprachlehrerin. Währenddessen schrieb sie ihr erstes Kinderbuch. Danach arbeitete sie als Übersetzerin, Sprachlehrerin und Marktforscherin, bis sie anfing, Kriminalromane zu schreiben. Ihre Romane um Hauptkommissar John Benthien von der Flensburger Kripo standen regelmäßig auf den Bestsellerlisten. 
Nina Ohlandt starb im Dezember 2020 im Alter von 68 Jahren.
Nach dem Tod Nina Ohlandts wurde die Krimireihe um Hauptkommissar John Benthien von ihrem langjährigen Lektor Jan F. Wielpütz fortgeführt.

## Werke (Auswahl)
- Küstenmorde. Nordsee-Krimi (Hauptkommissar John Benthien, Band 1). Bastei Lübbe, 2014, ISBN 978-3-404-16950-4.
- Möwenschrei: Nordsee-Krimi (Hauptkommissar John Benthien, Band 2). Bastei Lübbe, 2015, ISBN 978-3-404-17136-1.
- Nebeltod: Nordsee-Krimi (Hauptkommissar John Benthien, Band 3). Bastei Lübbe, 2016, ISBN 978-3-404-17318-1.
- Sturmläuten: Nordsee-Krimi (Hauptkommissar John Benthien, Band 4). Bastei Lübbe, 2017, ISBN 978-3-404-17472-0.
- Eisige Flut: Nordsee-Krimi (Hauptkommissar John Benthien, Band 5). Bastei Lübbe, 2018, ISBN 978-3-404-17637-3.
- Schweigende See: Nordsee-Krimi (Hauptkommissar John Benthien, Band 7). Bastei Lübbe, 2020, ISBN 978-3-404-17936-7.

Weiterführung der Reihe durch Jan F. Wielpütz
- Tiefer Sand: Nordsee-Krimi (Hauptkommissar John Benthien, Band 8). Bastei Lübbe, 2022, ISBN 978-3-404-18567-2.
- Zornige Brandung: Nordsee-Krimi (Hauptkommissar John Benthien, Band 11). Bastei Lübbe, 2025, ISBN 978-3-404-19391-2.